# BMC Remedy Action Request System
Das Action Request System (ARS oder AR System, deutsch: „Aktionsanforderungssystem“) von BMC Software ist eine weit verbreitete Sammlung von Programmwerkzeugen für die Arbeitsablaufverwaltung in mittleren und großen Unternehmen. Das ARS war von der Remedy Corporation entwickelt worden und wird seit deren Übernahme durch die BMC Software Inc. von BMC weiterentwickelt und vertrieben. Es handelt sich um ein Client-Server-System. Das System stellt eine Umgebung zur schnellen Entwicklung von Anwendungsprogrammen zur Verfügung, die es Entwicklern ermöglicht, komplexe Anwendungen für Arbeitsabläufe zu schaffen. Das ARS nutzt eine Datenbank eines Fremdanbieters – beispielsweise DB2, Sybase, MS SQL Server oder Oracle –, um darin Daten in Tabellen zu speichern. Zusätzlich werden in einem Data-Dictionary Metadaten gespeichert. Diese Metadaten enthalten den Quellcode, der den Anwendungen sagt, wie sie mit den Benutzern und Daten interagieren sollen. Das ARS hat eine offene Programmierschnittstelle (API), die es den Kunden erlaubt, eigene Werkzeuge und Skripte zu erstellen, die direkt mit ARS kommunizieren.

## Client-Werkzeuge
Die Hauptkomponente des ARS ist der „AR Server“. Gearbeitet wird mit ARS über die Client-Werkzeuge. Die Clients kommunizieren mit dem AR Server über die offene Programmierschnittstelle. Client-Werkzeuge sind:
- AR System User – Erzeugen, Suchen und Änderung von Datensätzen im ARS.
- AR System Administrator – Anwendungsentwicklung, Anpassung an Kundenbedürfnisse und Import.
- BMC Developer Studio – Eclipse-basiert; ersetzte das vor Version 7.5 eingesetzte Administrator Tool.
- AR System Mid-Tier – Serverkomponente aus Applikationen/Masken, die den Echtzeit-Zugriff auf das ARS über einen Webbrowser ermöglichen.
- AR System Import – Import von Daten in das ARS (braucht Administrationsrechte)
- AR System Data Import – Ermöglicht den Import auch anhand anderer Schlüsselfelder als der DatensatzID; seit Version 7.5 neu programmiert.
- Remedy Flashboards – Werkzeugsammlung für Berichtswesen und Monitoring des ARS. Seit Version 6.3 fix in die Serveranwendung und das Administrator-Tool / Developer-Studio integriert.

## Objekte im ARS
Formulare (englisch „forms“)
werden benutzt, um Daten einzugeben oder anzuzeigen. Die Daten eines Formulars werden in einer Tabelle der Datenbank gespeichert. Join-Formulare verbinden Tabellen miteinander. View- und Vendor-Formulare erlauben den Zugriff auf externe Datenquellen.
Active Links
sind Arbeitsablauf-Objekte, die auf der Client-Seite der Anwendung etwas auslösen. Aktive Bindeglieder können viele automatisierte Aufgaben ausführen: Laufenlassen externer Prozesse, Holen von Daten aus anderen Tabellen, Schreiben von Daten in andere Tabellen und anderes.
Filter
sind serverseitige Arbeitsablauf-Objekte. Es gibt für sie weniger Bedingungen für das Auslösen eines Ereignisses und weniger mögliche Aktionen als für aktive Bindeglieder, aber sie können viele gleichartige Aktionen ausführen und als serverseitige Objekte brauchen sie keine Erlaubnis. Filter werden hauptsächlich dazu benutzt, betriebliche Regeln zu erzwingen.
Eskalations
sind zeitgesteuerte Filter. Sie lösen ein Ereignis nach Ablauf einer gewissen Zeit oder zu einer vorher bestimmten Zeit aus.
Leitfäden (englisch „guides“)
erlauben dem Administrator, Arbeitsablauf-Objekte (aktive Bindeglieder oder Filter) zu Funktionen zusammenzufassen, ohne die Ausführungsreihenfolge und die Auslösebedingungen (nicht aber die Voraussetzungen) zu kennen.
Anwendungen (englisch „applications“)
erlauben es dem Administrator, Formulare und Arbeitsabläufe logisch zusammen zu gruppieren. Eine Art von Anwendungen, die „Deployable Applications“ (verteilbare Anwendungen), erlauben auch, Anwendungen zusammenzupacken und zu verteilen und damit leicht auf einen anderen Server zu migrieren.

## Anwendungen des ARS
Im Grunde genommen kann jedes Anwendungsprogramm mit dem ARS-Rahmen entwickelt werden. Eine Anwendung ist eine Sammlung von Formularen und Arbeitsabläufen, die miteinander in Beziehung stehen. Remedy stellt einige vorgefertigte Anwendungen bereit (unten kursiv). Traditionell wird ARS von mittleren bis großen Unternehmen mit Modulen für den Helpdesk (Trouble-Ticket-Systeme), für Dienstgütevereinbarungen (Service-Level-Agreements, SLA) und für die Anlagenwirtschaft eingesetzt. Jedoch können beliebige Anwendungen für Kunden geschrieben werden.
- Helpdesk
- Customer Support (Kundenunterstützung)
- Change Management (Veränderungsmanagement)
- Service-Level-Management
- Asset-Management-System
- Wissensdatenbanken